# زنده ماندن
«زنده ماندن» تک‌آهنگی از گروه موسیقی موسیقی راک بی جیز است. این آهنگ، ترانه‌ای از موسیقی متن فیلم تب شب یکشنبه محصول ۱۹۷۷ است.
این تک‌آهنگ در چارت‌های استرالیا، اسکاتلند، در رتبه اول و در چارت‌های، والونیا، فنلاند، سوئد، فرانسه، بریتانیا، اتریش، فلاندرز، بریتانیا، سوئیس، نیوزلند، نروژ، جزو ده ترانه اول قرار گرفت.